# 布朗斯
布朗斯（法語：Brens，法語發音：[bʁɛ̃s]）是法国奥克西塔尼大区塔恩省的一个市镇，属于阿尔比区。

## 地理
布朗斯（43°53'22"N, 1°54'37"E）面积22.79 平方千米，位于法国奧克西塔尼大區塔恩省，该省份为法国南部内陆省份，北起顺时针与阿韦龙省、埃罗省、奥德省、上加龙省和塔恩-加龙省接壤。
与布朗斯接壤的市镇（或旧市镇、城区）包括：加亚克、卡达朗、拉格拉沃、蒙唐斯、里维耶尔、泰库。

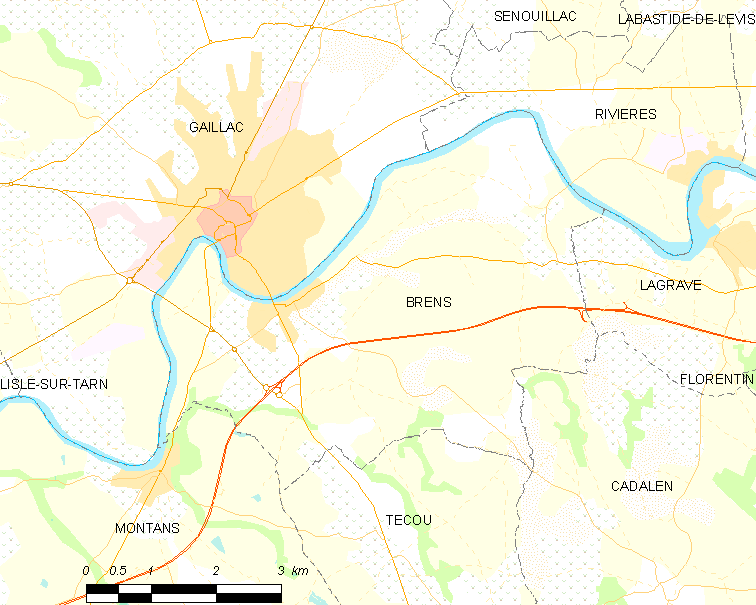
布朗斯的OSM定位图

布朗斯的时区为UTC+01:00、UTC+02:00（夏令时）。

## 行政
布朗斯的邮政编码为81600，INSEE市镇编码为81038。

## 政治
布朗斯所属的省级选区为加亚克县。

## 人口

1962-2008年间布朗斯人口变化图示

布朗斯于2022年1月1日时的人口数量为2418人。